# Ржепецький Антон Карлович
Анто́н Ка́рлович Ржепе́цький (1868 — 6 грудня 1932) — громадський і політичний діяч. З травня по грудень 1918 р. був Міністром фінансів Української Держави. Кадет. Сприяв розбудові української грошової системи. Належав до прихильників федерації України з Росією.

## Життєпис
Антон Ржепецький є нащадком давнього шляхетського роду.
До революції 1917 р. — директор банку і радний Київської міської думи. Був головою Землеробного синдикату, головою Товариства взаємного кредиту, очолював виборчу комісію для обрання до Державної думи. Виступав проти створення окремого українського допомогового товариства.
Під час Першої світової війни керував акцією, так званого, «Тетянинського комітету» для допомоги біженцям. Як міністр фінансів за гетьманської влади (10 травня — 14 грудня 1918) спричинився до розбудови української грошової системи і до зміцнення української валюти, захищав українські економічні інтереси в переговорах з Німеччиною і відстоював права України на Крим, але одночасно виступав проти українізації державної адміністрації і належав до прихильників федерації України з Росією.
6 вересня (24 серпня) 1918 р. на засіданні Ради міністрів було повідомлено, що у зв'язку з хворобою М. Василенка тимчасово виконуючим обов'язки голови уряду призначено міністра фінансів А. Ржепецького. Він повідомив про результати переговорів з представниками Центральних держав про умови договору про поставку їм хліба, цукру і спирту. По всіх пунктах цього договору було досягнуто домовленості, крім цін на цукор, тому Рада міністрів ухвалила, що продаж цукру по цінах нижчим, ніж в Україні, неприпустима і треба вимагати погодження на ціну, схвалену урядом в засіданні 4 вересня 1918 р. Рада міністрів схвалила проєкт валютного договору з Центральними державами.
Після занепаду гетьманату заарештований Директорією. При відступі Директорії перед натиском більшовиків до Вінниці, туди було перевезено й в'язнів. Більше року країни Антанти — зокрема Франція — вимагали від уряду УНР звільнення С. Гербеля, А. Ржепецького, В. Рейнбота та інших гетьманських урядовців. Згодом в'язнів було переправлено до Одеси і там «подаровано» Антанті.
П. Скоропадський в спогадах писав, що навіть за умов німецько-австро-угорської окупації, «іти на якійсь-либонь поступки німцям Ржепецький вважав немислимим, і не тому, що це були німці, він просто як господар був скупий і беріг кожну державну копійку».